# Боскотреказе
Боскотреказе (итал. Boscotrecase) је насеље у Италији у округу Напуљ, региону Кампанија.
Према процени из 2011. у насељу је живело 10331 становника. Насеље се налази на надморској висини од 84 м.

## Становништво
| 1931. | 1936.  | 1951.  | 1961.  | 1971.  | 1981.  | 1991.  | 2001.  | 2011.  |
| ----- | ------ | ------ | ------ | ------ | ------ | ------ | ------ | ------ |
| 9.125 | 10.485 | 12.603 | 12.756 | 12.215 | 12.276 | 11.295 | 10.638 | 10.416 |